# Clubiona jiugong
Clubiona jiugong es una especie de araña araneomorfa del género Clubiona, familia Clubionidae. Fue descrita científicamente por Yu & Zhong en 2021.
Habita en China.